# 14619 Плоткін
14619 Плоткін (14619 Plotkin) — астероїд головного поясу, відкритий 16 жовтня 1998 року.
Тіссеранів параметр щодо Юпітера — 3,628.